# Rilland-Bath (przystanek kolejowy)
Rilland-Bath – przystanek kolejowy w Rilland, w prowincji Zelandia, w Holandii. Został otwarty 1 stycznia 1872 roku. Znajduje się na linii kolejowej pomiędzy Roosendaal, a Vlissingen, pomiędzy przystankiem Krabbendijke, a stacją Bergen op Zoom.